# آقای نویسنده تازه‌کار است
آقای نویسنده تازه‌کار است داستان کوتاهی است از بهرام صادقی (۱۳۶۳–۱۳۱۵) که در ۲۰ بهمن فروردین ۱۳۳۷ نگاشته‌شده و اول بار ۲۸ مرداد ۱۳۴۱ در کتاب هفته منتشر شده‌است. این داستان بعدها در مجموعه سنگر و قمقمه‌های خالی به سال ۱۳۴۹ توسط انتشارات کتاب زمان به چاپ رسید.

## طرح
این داستان برپایه گفتگویی شکل می‌گیرد میان یک نویسنده و فردی بی‌نام (شاید یک منتقد). این گفتگو دو قصه را در کنار هم پیش می‌برد؛ یکی قصه‌ای به نام «آقای اسبقی برمی‌گردد» که نویسنده نوشته و دیگری ماجرایی واقعی که داستان برپایه آن شکل گرفته‌است. همین‌طور از طریق بازگویی این دو قصه، و مجادله میان منتقد و نویسنده، دو نوع برخورد با داستان‌نویسی نیز ارائه می‌شود.
به عقیده آذر نفیسی در کتاب خون آبی بر زمین نمناک (در نقد و معرفی بهرام صادقی)، یکی از تکنیک‌های مهم این اثر، گفتگوست که در آن واحد، هم ماده خام داستان (واقعیت)، هم نقد بر آن (برداشت منتقد از داستان و واقعیت) و هم ذهنیت و برداشت نویسنده را آشکار کرده و در نتیجه، سه عمل مختلف را هم‌زمان ارائه می‌کند.